# Puck
Puck (kaszub. Pùck lub Pùckò, niem. Putzig) – miasto w Polsce, w województwie pomorskim, siedziba powiatu puckiego i gminy wiejskiej Puck.
Leży na Kaszubach u ujścia Płutnicy do Zatoki Puckiej, w północno-wschodniej części Kępy Puckiej na Pobrzeżu Gdańskim.
Miasto królewskie położone było w II połowie XVI wieku w powiecie puckim województwa pomorskiego. W latach 1975–1998 miasto administracyjnie należało do województwa gdańskiego. Według danych GUS z 31 grudnia 2022 r., Puck liczył 10 644 mieszkańców i był pod względem liczby ludności 20. miastem w województwie pomorskim.

## Struktura powierzchni

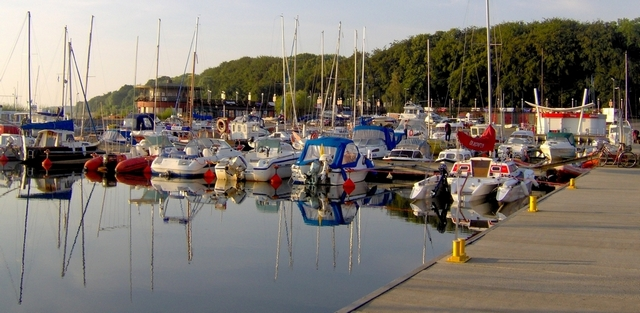
Marina w Pucku

### Dzielnice
W Pucku można wyróżnić osiem dzielnic:
- Centrum (Stare Miasto) – o zabytkowej zabudowie,
- Osiedle Derdowskiego, Nowy Świat, Majkowskiego – znajdują się tutaj liczne domy wielorodzinne,
- Grodzisko – nowa dzielnica z prowadzoną rozbudową,
- Rozgard – nadmorska część miasta częściowo położona na terenie Nadmorskiego Parku Krajobrazowego
- Zamkowa – dzielnica położona nad morzem, obecnie modernizowana,
- Osiedle Elizy Orzeszkowej – domy jednorodzinne, obecnie rozbudowywane zabudowania szeregowe
- Osiedle Artystów – domy jednorodzinne,
- Osiedle Swarzewskie – domy jednorodzinne, obecnie prowadzona rozbudowa.

### Użytkowanie gruntów
Miasto stanowi 0,85% powierzchni powiatu.
Użytkowanie gruntów w 2005:
| Powierzchnia                 | w ha | w %   |
| Całkowita                    | 490  | 100,0 |
| Użytki rolne, w tym:         | 188  | 38,4  |
| grunty orne                  | 118  | 24,1  |
| sady                         | 0    | 0,0   |
| łąki                         | 59   | 12,0  |
| pastwiska                    | 11   | 2,2   |
| Lasy i grunty leśne          | 3    | 0,6   |
| Pozostałe grunty i nieużytki | 299  | 61,0  |

## Demografia
Według danych z 31 grudnia 2011 miasto miało 11 562 mieszkańców.
Ludność Pucka – stan na dzień 31.12.2011

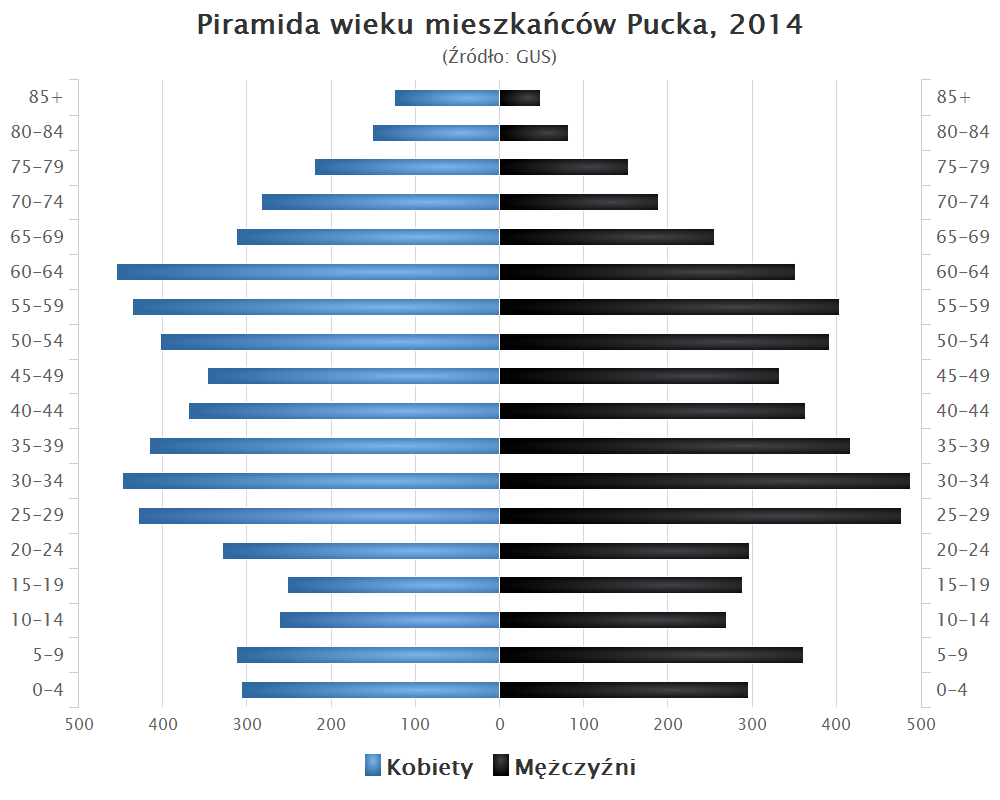
Piramida wieku mieszkańców Pucka w 2014 roku

| Wyszczególnione | Ludność | Ludność | Gęstość zaludnienia |
| Wyszczególnione | osób    | w %     | osób/km²            |
| Ogółem          | 11 562  | 100,0   | 2359,6              |
| Kobiety         | 5959    | 51,5    | 1216,5              |
| Mężczyźni       | 5603    | 48,5    | 1143,5              |

## Nazwa
Nazwa miasta jest pochodzenia topograficznego, utworzono ją od nazwy rzeki Płutnicy, którą zapisywano m.in. jako Pulnitza (1285), Putnicza (1342), Plutnica (1627); nazwa rzeki może pochodzić od wyrazu „puta” oznaczającego kałużę, bądź od wyrazu „pula” oznaczającego kobiecy narząd płciowy. Od nazwy rzeki odjęto formant hydronimiczny –nica i dodano formant –sk(o). Najstarszy zapis nazwy Puck pochodzi z 1215 roku w formie Puyczk i Pulzk. W XIII wieku stosowano zapisy w postaci: Puzk, Pulzig, Putzik, Puczsko, natomiast w XIV wieku pojawiały się formy Puwczig, Putzk. Pisownia w postaci Puck pojawiła się w 1457 roku, a w postaci Pucko w 1565 roku.

## Historia

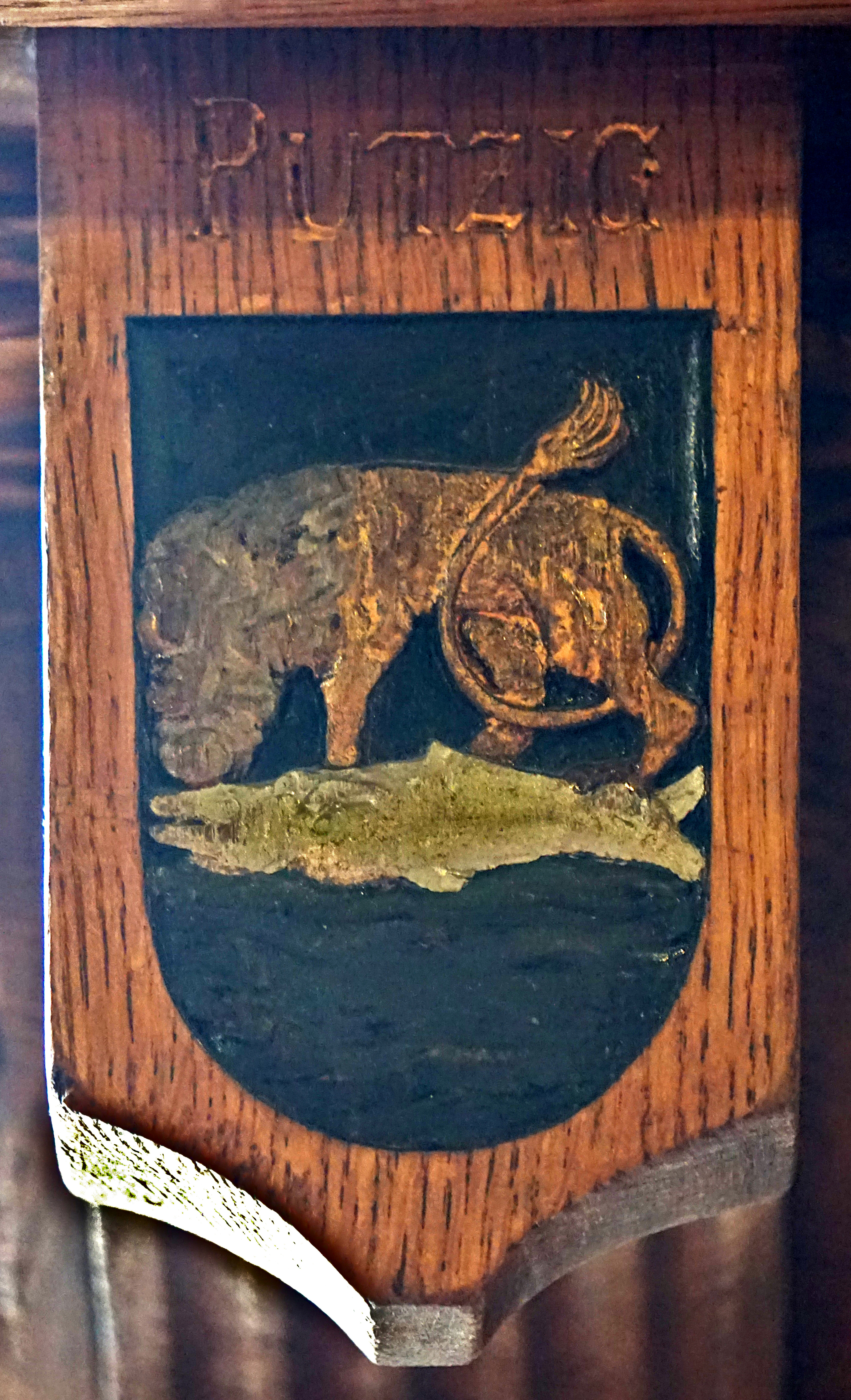
Herb Pucka w sali plenarnej staromiejskiego ratusza w Gdańsku

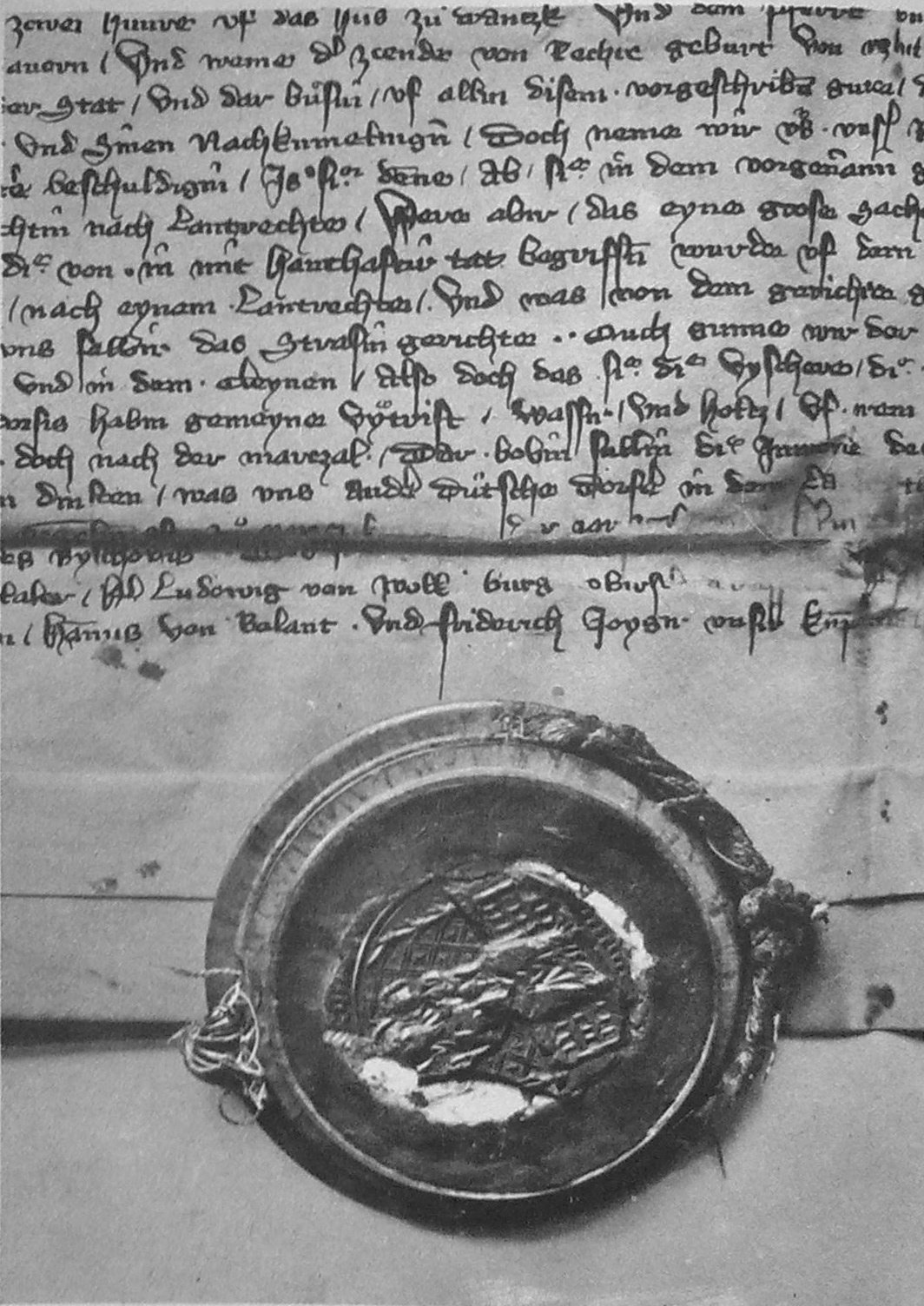
Przywilej lokacyjny Pucka z 1348 r.

Początki osadnictwa sięgają III i IV w. n.e., gdy nad brzegiem morza istniała osada. W IX w. powstał tu port. W II połowie XIII w. w Pucku istniał gród kasztelański książąt wschodniopomorskich. Od 1309 we władaniu Krzyżaków, prawa miejskie chełmińskie uzyskał z rąk wielkiego mistrza krzyżackiego Dusemera w 1348. W ramach lokacji miasta wykonano na jego granicach fortyfikacje ziemne i palisadę, u schyłku XIV w. zastąpioną przez mur obronny oraz wytyczono parcele, które potem stopniowo zabudowywano, sieć ulic, a także rynek.
W 1440 miasto przystąpiło do antykrzyżackiego Związku Pruskiego, na prośbę którego w 1454 król Kazimierz IV Jagiellończyk ogłosił wcielenie regionu do Królestwa Polskiego. Podczas wojny trzynastoletniej (1454–1466) mieszczanie puccy stanęli po stronie Polski. W 1457 w Pucku znalazł schronienie wygnany król Szwecji Karol VIII Knutsson Bonde. W zamian za 15 tys. marek pruskich otrzymał w zastaw od Kazimierza Jagiellończyka ziemię pucką (980 km²). W 1460 Puck zdobyli Krzyżacy, a król szwedzki zbiegł do Gdańska, zaś w 1464 r. wojska gdańskie przez 5 miesięcy oblegały miasto, by w końcu wymusić kapitulację garnizonu krzyżackiego.
W 1466 włączono Puck do polskich Prus Królewskich – autonomiczna część Królestwa Polskiego, będących od 1569 częścią Korony Polskiej (wcześniej podlegały jej na zasadach autonomicznych). Siedziba starostwa powiatowego, miejsce sejmików szlacheckich i sądów grodzkich. Za czasów panowania Zygmunta Augusta, Batorego i Władysława IV Wazy twierdza i okresowo baza floty polskiej. Był pierwszym polskim portem wojennym.
Z Puckiem związany jest ród Kostków, herbu Dąbrowa, którego dwaj przedstawiciele byli starostami tego miasta: Stanisław Kostka w latach 1546–1554, i jego syn Jan Kostka w latach 1554–1581. Za Jana Kostki zaczął się okres prosperity miasta, kontynuowany podczas rządów jego następców i określony przez Domańską jako złoty wiek miasta. Dochody wynikały zarówno z obsługi floty kaperskiej, jak i handlu oraz rzemiosła, zwłaszcza szkutnictwa i innych związanych z obróbką drewna, skóry oraz tekstyliami, a także z piwowarstwa. Istotny był połów ryb.
W drugiej połowie XVII w. miasto podupadło, co wynikało ze zniszczeń w czasie potopu szwedzkiego, dyskryminacyjnych działań Gdańska ograniczających handel w Pucku i konkurencji pobliskiego Wejherowa. Kolejne wojny w I połowie XVIII w. pogłębiły upadek miasta. Po I rozbiorze Polski w 1772 zostało włączone do pruskiego państwa Fryderyka Wielkiego, jako część zaboru pruskiego. Pod pruskim panowaniem Puck został znacznie zgermanizowany. W 1892 r na łączna liczbę 1864 mieszkańców było 904 Niemców (48,5%), 869 Kaszubów (46,6%), 64 Żydów (3,4%), 25 Polaków( 1,3%) i 2 osoby innej narodowości. Wyznaniowo dominowali katolicy. Stanowili 72 % mieszkańców. Co jest dość nietypowe wśród ludności niemieckiej również przeważali katolicy (504 katolików i 402 ewangelików). W 1921 roku w wyniku powojennej emigracji udział Niemców zmniejszył się 20 procent ludności, a dziesięć lat później do 13 procent. W 1818 miasto weszło w skład powiatu wejherowskiego w rejencji gdańskiej. W 1887 r. utworzono nowy okręg, a jego siedzibą stał się Puck. Po długotrwałej stagnacji, a wręcz regresji, której apogeum przypadło na schyłek I połowy XIX w., od lat 70. zaczął się wzrost gospodarczy i inwestycyjny miasta. Istotną rolę w tym odegrały inwestycje w infrastrukturę transportową, co sprzyjało rozwojowi przemysłu, handlu i turystyki. W latach 70. i 80. wybudowano odcinki dróg brukowanych, które połączyły Puck z szosami do Gdańska i Słupska, a w 1899 powstało połączenie kolejowe miasta z linią Gdańsk – Szczecin i na przełomie XIX/XX w. dworzec kolejowy. Ponadto od 1879 r. do końca wieku prowadzono przebudowę portu puckiego i budowę toru wodnego umożliwiającego dopływanie z Zatoki Gdańskiej statków o większym niż dotychczas zanurzeniu, uruchomiono też regularne połączenie morskie z Gdańskiem. Inwestowano też w turystykę – w 1884 r. otwarto Dom Kuracyjny, z parkiem w tych latach zbudowano ponadto dwa hotele, powstały obiekty gastronomiczne. Do istniejącej wcześniej cegielni i powstałego w latach 60. browaru miejskiego dołączyły w ostatniej dekadzie XIX w. mleczarnia, tartak i młyn, oba z maszynami parowymi i fabryka maszyn zbożowych wraz z odlewnią żelaza, w następnej dekadzie powstały jeszcze kolejny młyn i tartak. W 1911 r. wzniesiono na brzegu morza wojskową bazę wodnosamolotów i sterowców. Na przełomie XIX i XX w. zaczęto realizować rozbudowę miasta o nowe osiedla i ulice oraz akcję brukowania ulic, co trwało z dość znaczną intensywnością do 1927 r. Na niewielką skalę, ale wykonano też lokalnie kanalizację. Natomiast programy elektryfikacji i budowy wodociągów zakończyły się fiaskiem z powodów finansowych. Powstały nowe budynki szkolne, szpital, neogotycki ratusz oraz niewielkie molo spacerowe. W owym czasie wytwarzano tu słynne na całe Pomorze piwo puckie.
W pierwszych tygodniach 1920 r. Puck wszedł w skład Polski. 10 lutego 1920 odbyły się tu tzw. zaślubiny Polski z morzem z udziałem generała Józefa Hallera poprzez wrzucenie do Zatoki Puckiej platynowego sygnetu.
W październiku 1920 rozpoczęto formowanie Pułku Artylerii Nadbrzeżnej, który jednak rozwiązano na początku 1922 r. 1 lipca 1920 w Pucku utworzona została Baza Lotnictwa Morskiego – pierwsza jednostka polskiego lotnictwa morskiego, która to jednostka pod różnymi nazwami (najdłużej jako Morski Dywizjon Lotniczy) stacjonowała w mieście do września 1939 Puck był garnizonem. Przy dywizjonie funkcjonował pod koniec lat 30. Posterunek Żandarmerii Puck. 15 sierpnia 1922, w czasie obchodów drugiej rocznicy „Cudu nad Wisłą”, miało miejsce tragiczne w skutkach omyłkowe zbombardowanie publiczności.

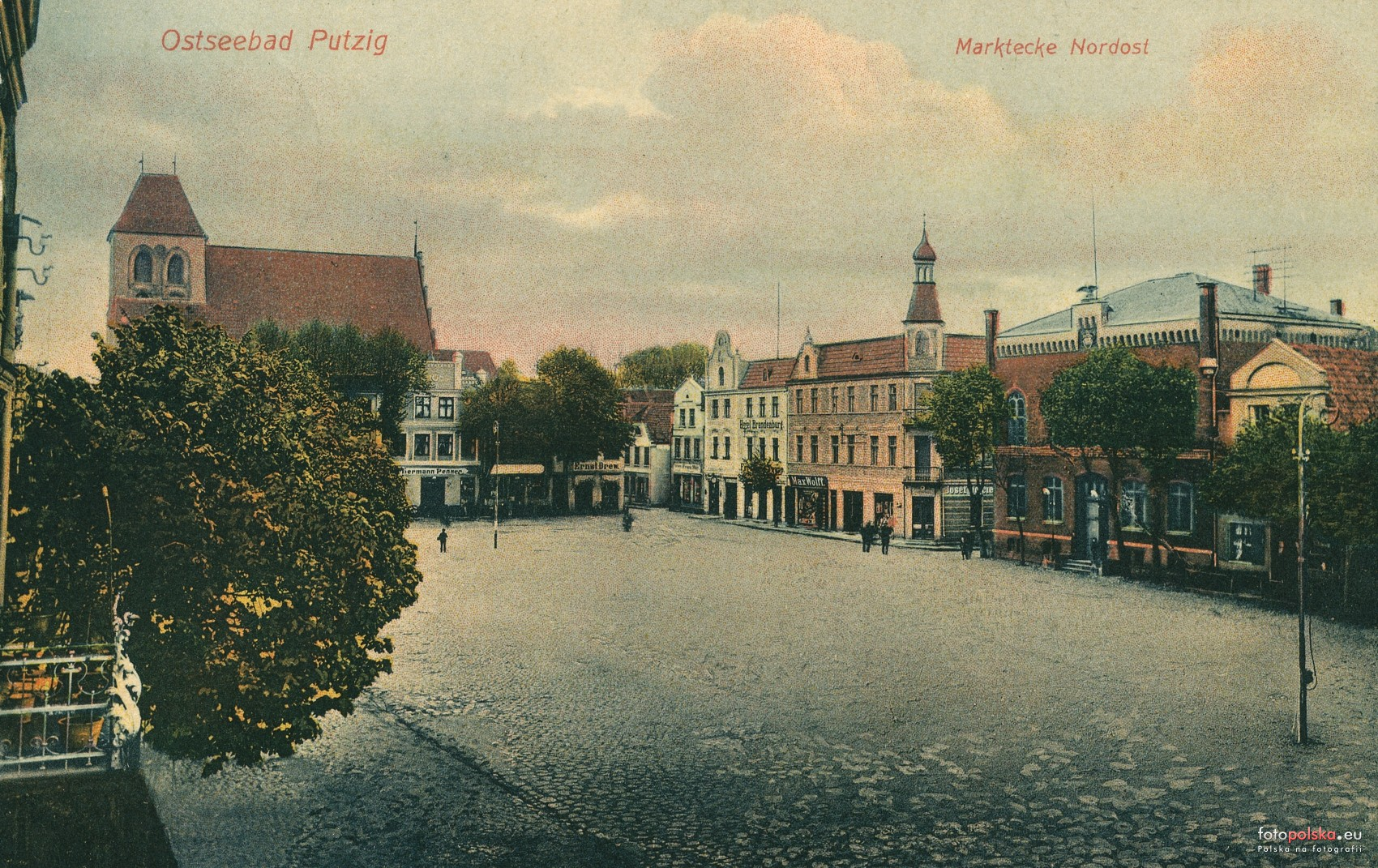
Puck w 1909 roku

Aż do 1926 Puck oraz Hel były jedynymi polskimi portami nad morzem (oprócz tego Polska współzarządzała portem w Gdańsku, który jednak leżał poza jej granicami). Z dniem 1 I 1927 zlikwidowano powiat pucki, włączając miasto i okolice do nowo utworzonego powiatu morskiego z siedzibą w Gdyni.
9 marca 1937 w Warszawie popełnił samobójstwo Jan Szkuta, od 1935 komisaryczny burmistrz Pucka.
Jesienią 1937 w Pucku sformowany został Kaszubski Batalion Obrony Narodowej.
Kampania wrześniowa w Pucku rozpoczęła się rano 1 IX bombardowaniem przez niemieckie lotnictwo bazy Morskiego Dywizjonu Lotniczego (zginął jego dowódca Edward Szystowski), a także portu oraz stacji kolejowej. Do 8 IX miasto było w rękach polskich, jednak tego dnia zostały zajęte przez Wehrmacht. Okupanci przeprowadzili w tym miesiącu i następnym serię egzekucji polskiej inteligencji oraz niektórych żołnierzy Morskiego Dywizjonu Lotniczego. W okresie 1941–1944 istniał tu obóz pracy, w którym więźniowie produkowali części do samolotów. Miasto zostało ostatecznie zdobyte 12 marca 1945 r. przez jednostki 19 armii i 11 korpusu pancernego gwardii 2 Frontu Białoruskiego.
W 1954 reaktywowano powiat pucki, który istniał do 1975 i ponownie powstał w 1999 r.
1 października 2017 w Pucku uruchomiono komunikację miejską, obsługiwana przez PKS Gdynia. Obsługiwana jest jedna linia, jeżdżąca od poniedziałku do soboty.

## Turystyka

### Zabytki

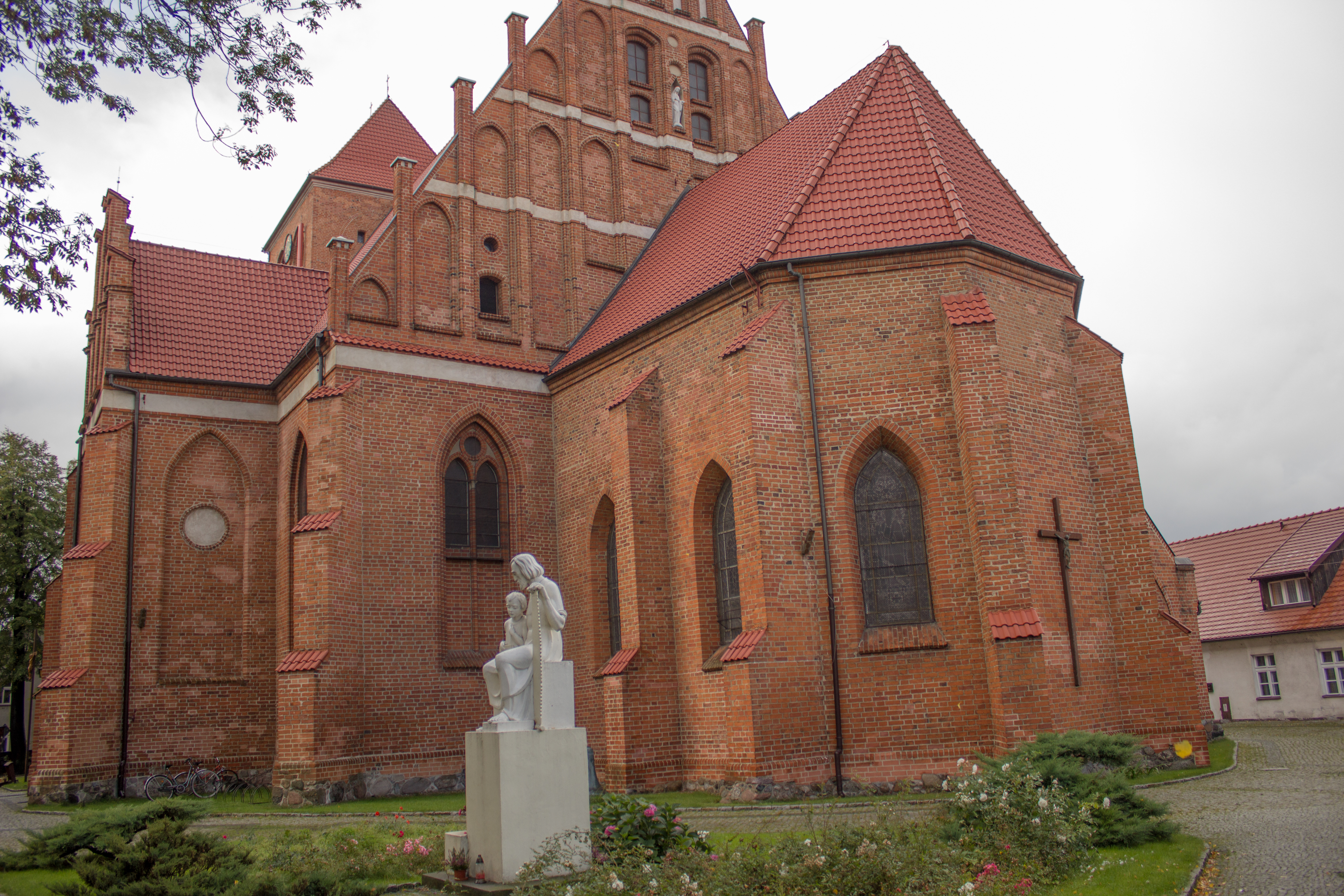
Gotycki Kościół farny par. pw. św. Apostołów Piotra i Pawła w Pucku

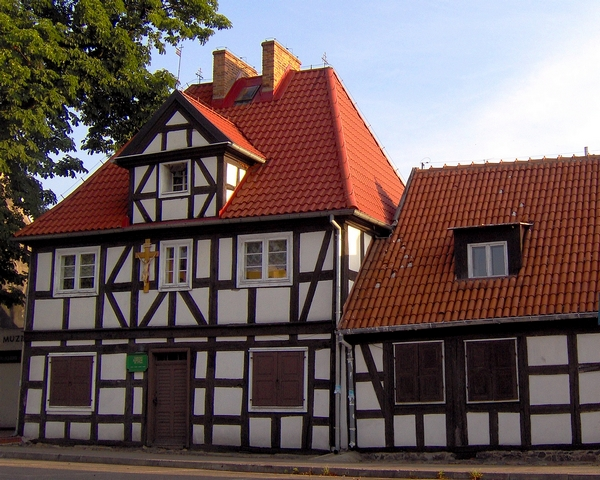
Ryglowy szpitalik dla ubogich z XVIII wieku, obecnie oddział Muzeum Ziemi Puckiej im. Floriana Ceynowy

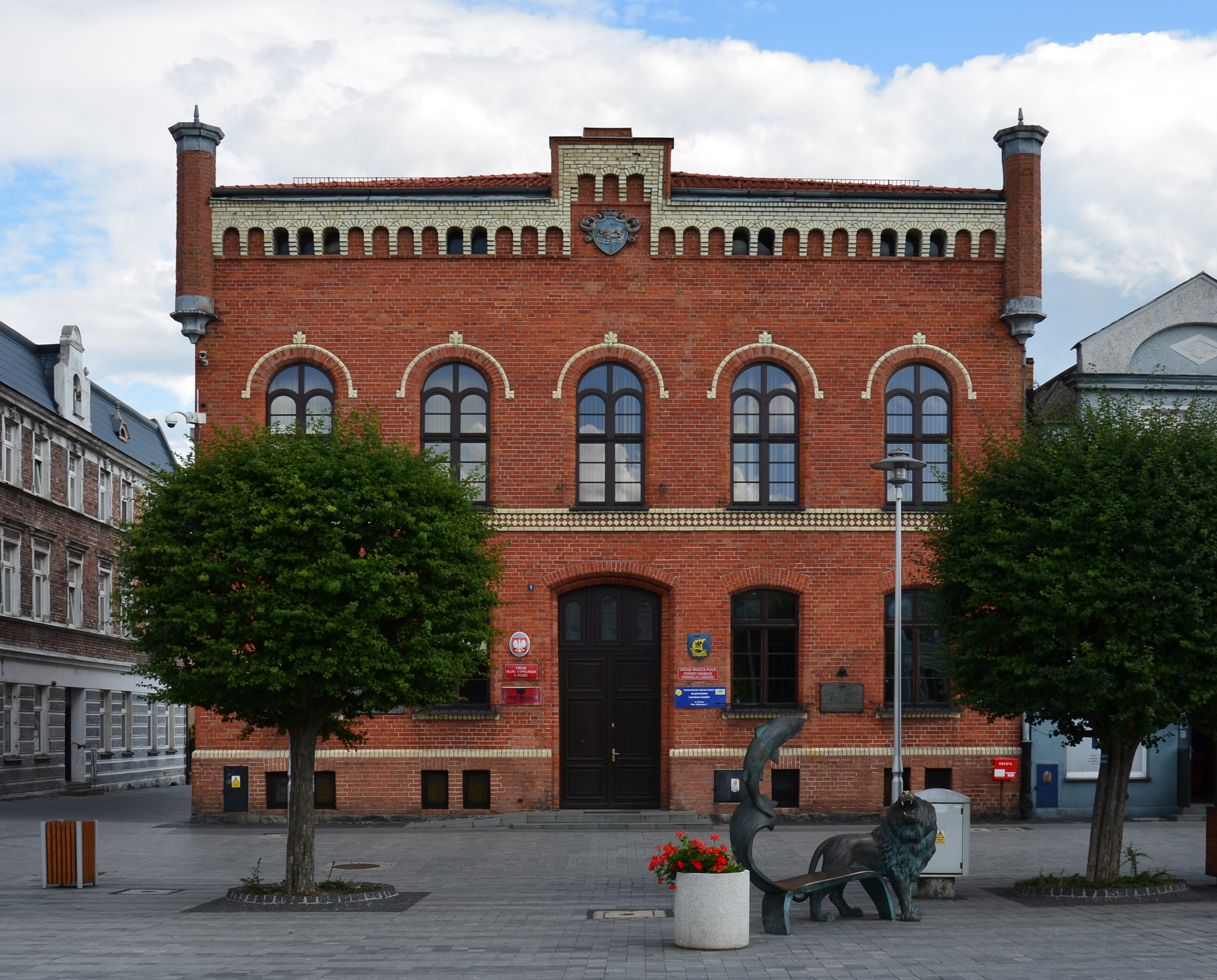
Neogotycki ratusz z XIX wieku

- Gotycki kościół parafialny św. Piotra i Pawła z XIII wieku z ufundowaną przez Wejherów kaplicą,
- Szpital barokowy (drewniany) z ok. 1720, w którym mieści się oddział Muzeum Ziemi Puckiej im. Floriana Ceynowy,
- Dawny klasztor sióstr sercanek,
- Zabytkowe kamienice miejskie z połowy XVIII i XIX wieku,
- Pozostałości (fragmenty fundamentów) średniowiecznego zamku krzyżackiego, na terenie którego w latach 1845–1956 wznosił się kościół ewangelicki św. Trójcy (rozebrany)[61].
- Neogotycki ratusz z 1865,
- Dom modernistyczny z lat 30. XX, ul. Męczenników Piaśnicy 5,
- Dom modernistyczny z lat 30. XX, ul. Męczenników Piaśnicy 9,
- Kamienica "Kaszubianka" z XIX wieku, pl. Wolności 22
- Hotel Kaszubski z XIX wieku, pl. Wolności 21
- Zajazd Pod Lwem z XIX wieku, pl. Wolności 17
- Poczta modernistyczna z lat 30. XX, ul. Morskiego Dywizjonu Lotniczego 11

### Miejsca pamięci i pomniki
- Pomnik Antoniego Abrahama,
- Pomnik gen. Józefa Hallera,
- Ławeczka Mariusza Zaruskiego,
- Pucka Ławeczka Herbowa
- Ławeczka Puckiego Kapra
- Słupek zaślubinowy,
- Pomnik Braterstwa Broni,

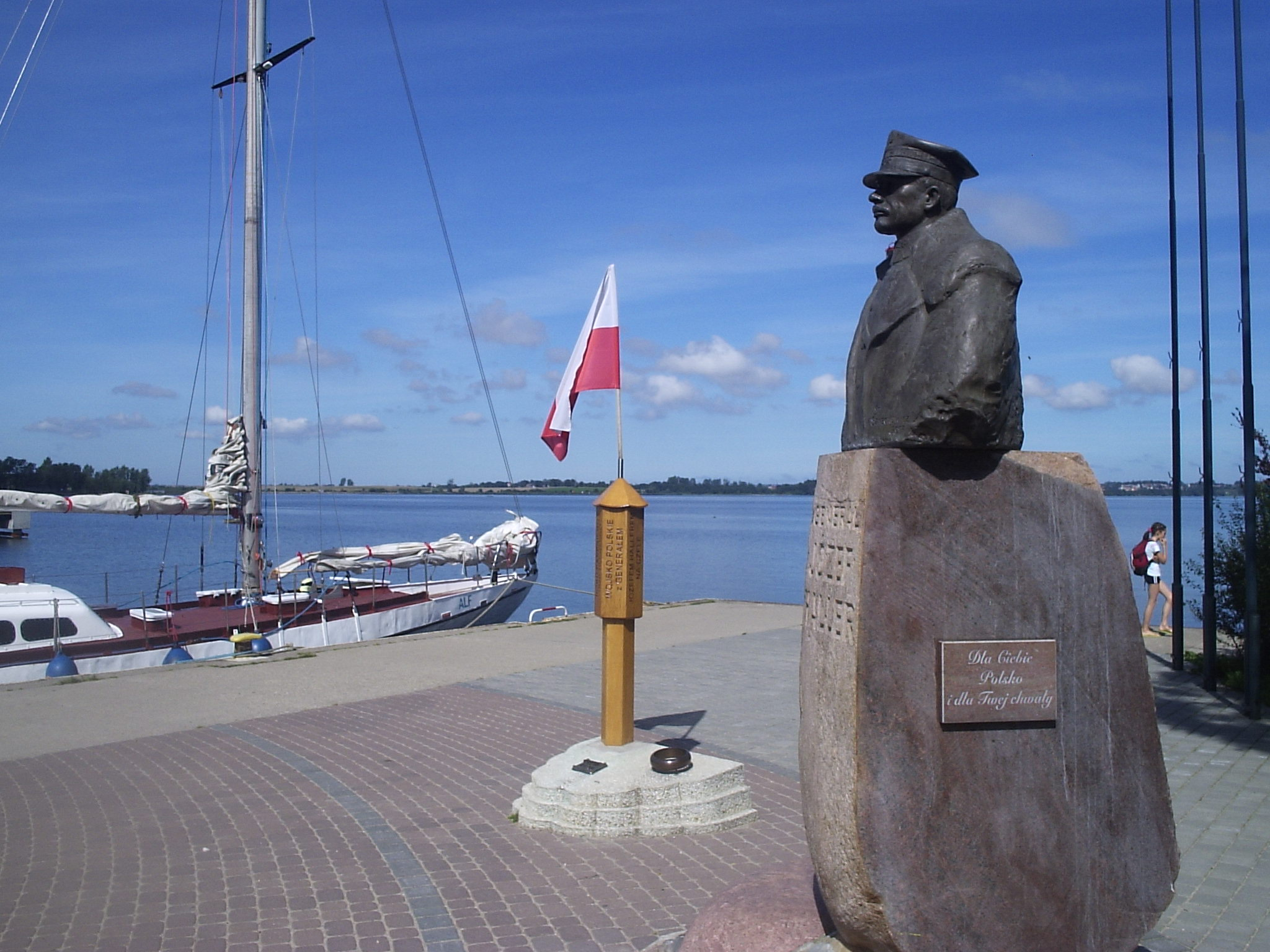
Pomnik gen. Józefa Hallera i słupek zaślubinowy

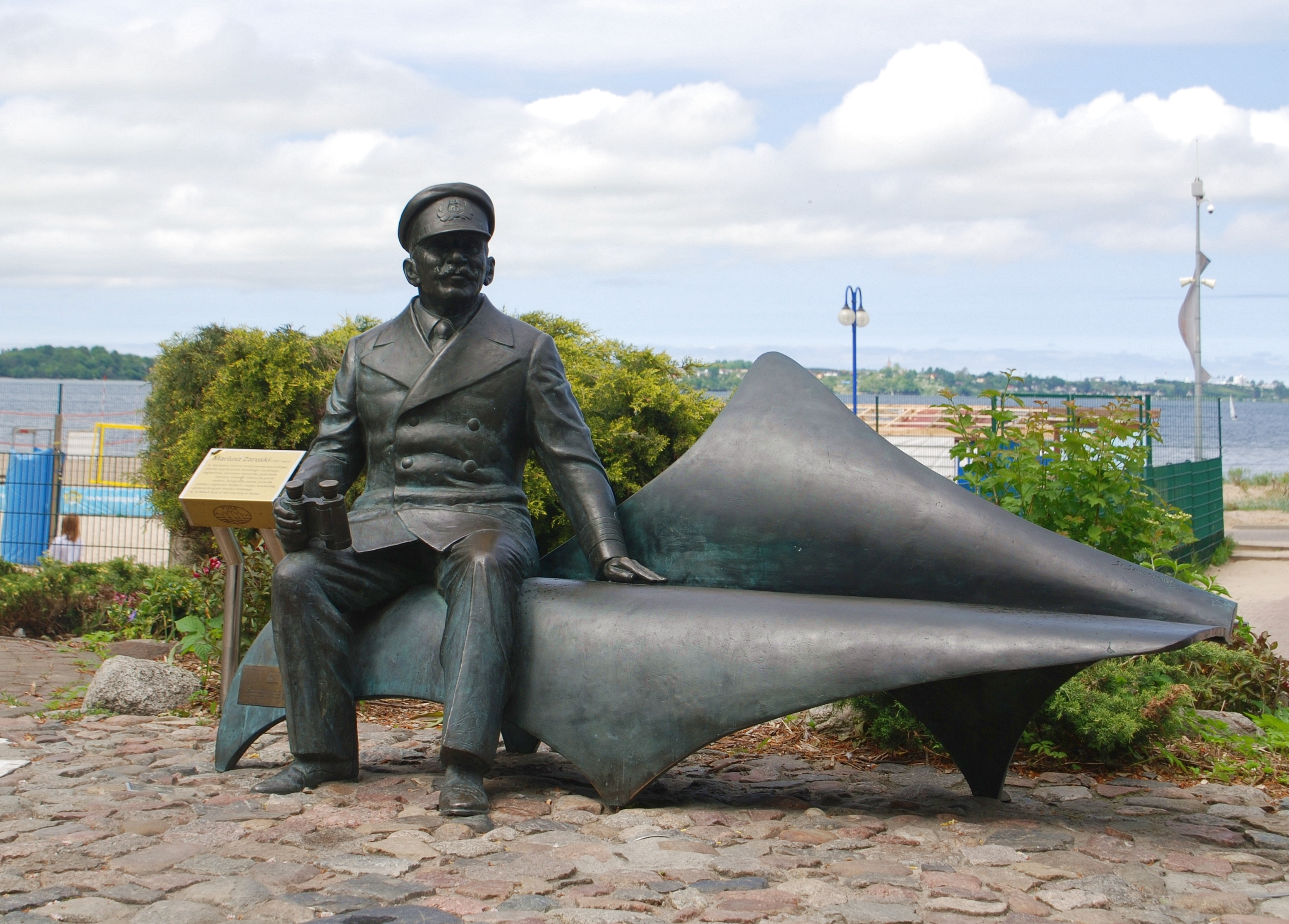
Pomnik (ławeczka) Mariusza Zaruskiego

- Tablica pamięci bł. ks. kmdr ppor. Władysława Miegonia,
- Pomnik poległych lotników MDL,
- Miejsca pamięci ofiar II wojny światowej,

### Atrakcje
- Port Puck i Molo w Pucku
- Strzeżone plaże,

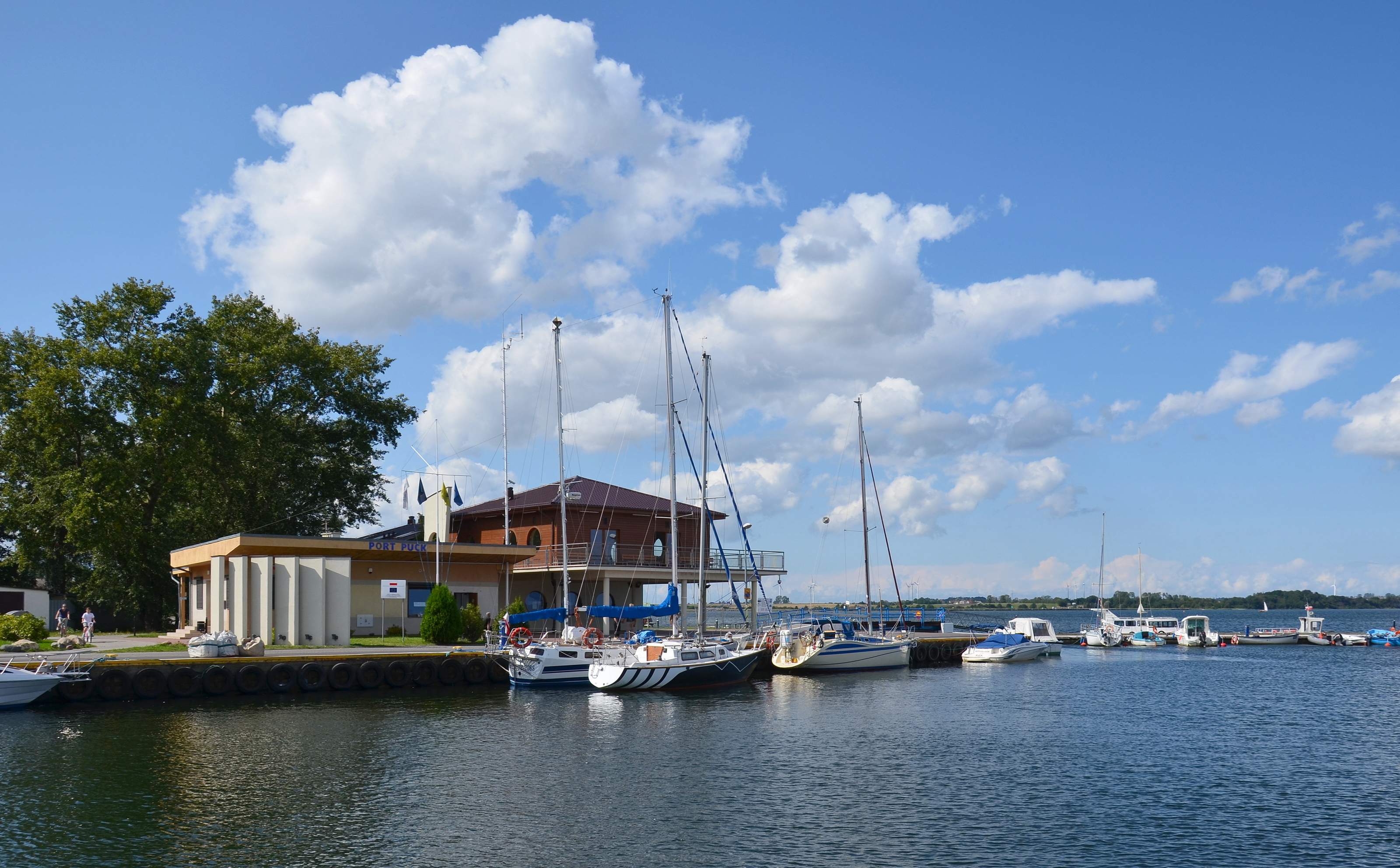
Port w Pucku

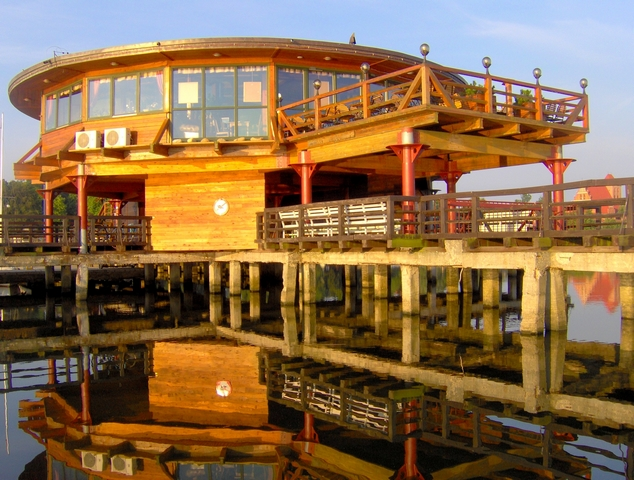
Restauracja na molo w Pucku

- Rejsy wycieczkowe po Zatoce Puckiej,
- Letnie festiwale na plaży,
- Dwunastu Apostołów – pomnik przyrody nieożywionej nad brzegiem morskim, stanowiący grupę głazów narzutowych (największy o obwodzie 7,5 m, wysokość 1,6 m),
- Muzeum Ziemi Puckiej im. Floriana Ceynowy.
- Fontanna na Rynku
- Manufaktura Szkła PuckGlas[62]

### Szlaki turystyczne

#### Piesze
- Niebieski 33-kilometrowy szlak z Pucka do Wejherowa. Prowadzący krawędzią Kępy Puckiej przez Rzucewo dalej przez Mrzezino do lasów wejherowskich, aż do kalwarii.
- Z Pucka do Krokowej.
- Szlak z Pucka do Władysławowa przez Nadmorski Park Krajobrazowy.

#### Rowerowe
- Ścieżka rowerowa brzegiem Zatoki Puckiej, przez miejscowości nadmorskie, do Helu.

#### Motoryzacyjne
- „Trasa Morska” – szlak ma długość 57 km i prowadzi z Redy przez Puck, miejscowości nad Zatoką Pucką do Helu.
- „Trasa Kaszubska” – szlak liczy 78 km i biegnie ze wsi Piaśnica Wielka przez Małe Trójmiasto Kaszubskie, Rzucewo, Puck, Mechowo do Krokowej.
- „Trasa Nadmorska” – trasa liczy 65 km i zatacza koło z Redy przez Puck, Rozewie, Jastrzębią Górę, Karwię oraz Krokową, z powrotem do Redy.

#### Wodne
- Szlaki jachtowe z Pucka do wybranego miasta na Mierzei Helskiej lub Trójmiasta.

## Sport i rekreacja

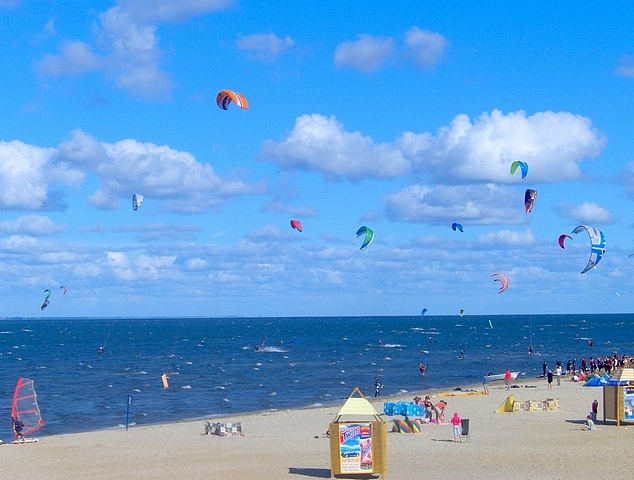
Kitesurferzy na plaży w Pucku

Entuzjaści żeglarstwa, windsurfingu i innych sportów wodnych mają możliwość korzystania z Zatoki Puckiej. Co roku organizowane są na niej Mistrzostwa Europy i Świata w różnego rodzaju klasach żeglarskich i windsurfingowych. Nad Zatoką znajduje się stadion z tartanową nawierzchnią. W Pucku odbywają się systematycznie Półmaratony Ziemi Puckiej. Istnieją tu dobre warunki do uprawiania siatkówki plażowej. Obok molo w Pucku jest ogrodzony obiekt, który mieści w sobie trzy boiska do siatkówki plażowej. Można również uprawiać kolarstwo (kilka razy z rzędu przez Puck przebiegała trasa Tour de Pologne).

### Obiekty sportowe
- Miejski Ośrodek Kultury, Sportu i Rekreacji (hale sportowe, kręgielnia, siłownia i strzelnica), ul. Lipowa 3c)
- Stadion Miejski z 1968, zmodernizowany 2009, na 636 miejsc, rozgrywki UKS Zatoka 95 Puck[63], ul. Lipowa
- Boisko do piłki plażowej k. mola, ul. Żeglarzy
- Harcerski Ośrodek Morski – przystań żeglarska, ul. Żeglarzy 1
- Szkoła Windsurfingu na plaży
- Korty tenisowe przy SP Puck, ul. Przebendowskiego 27
- Boisko ze sztuczną trawą przy Hotelu Delfin oraz przy MOKSiR, ul. Lipowa
- Boisko ze sztuczną nawierzchnią do piłki nożnej, ręcznej, tenisa oraz koszykówki Orlik przy SP Puck
- Skate Park Puck ul. Nowy Świat 12

### Szkolne hale sportowe
- Szkoła Podstawowa im. Mariusza Zaruskiego w Pucku, ul. Przebendowskiego 27 i ul. Nowy Świat 12
- I Liceum Ogólnokształcące im. Stefana Żeromskiego w Pucku, ul. Morskiego Dywizjonu Lotniczego 18
- Zespół Szkół Ponadgimnazjalnych im. Bohaterów Helu w Pucku, ul. Kolejowa 7
- Specjalny Ośrodek Szkolno-Wychowawczy w Pucku, ul. Zamkowa 5

### Kluby sportowe
- Lekkoatletyczny Klub Sportowy Ziemi Puckiej, ul. Lipowa 3c
- Międzyszkolny Klub Sportowy Korab, ul. Lipowa 3a
- Uczniowski Klub Sportowy Zatoka 95 Puck, ul. Przebendowskiego 27
- Klub Strzelecki Grot, ul. Lipowa 3a
- Klub Sportowy Zatoka Puck – sekcja kręglarstwa klasycznego, ul. Lipowa 3a
- Gminne Zrzeszenie Ludowe Zespoły Sportowe OKSiT Gmina Puck, ul. Lipowa 3a
- Klub Szermierczy, ul. Lipowa 3a
- Klub wietnamskiej sztuki walki VoQuyen, ul. Kolejowa 7
- Klub Taichi, ul. Kolejowa 7
- Klub systemu samoobrony ESDS – Explosive Self Defence, ul. Kolejowa 7

## Szkoły i placówki oświatowe w Pucku
- Szkoły:
  - Szkoła Podstawowa im. Mariusza Zaruskiego w Pucku (dwa budynki)
  - Szkoła Podstawowa „Małe Morze” im. ks. Jana Kaczkowskiego w Pucku
  - Niepubliczne Szkoła Podstawowa w Pucku
  - I Liceum Ogólnokształcące im. Stefana Żeromskiego w Pucku
  - Powiatowe Centrum Kształcenia Zawodowego i Ustawicznego w Pucku
  - Liceum Akademickie im. Macieja Płażyńskiego w Pucku
  - Technikum Informatyczne im. Macieja Płażyńskiego w Pucku
  - Szkoła Muzyczna I st. i Ognisko Baletowe im. Stanisława Moniuszki
  - Specjalny Ośrodek Szkolno-Wychowawczy w Pucku

- Przedszkola:
  - Przedszkole „Grzybek”
  - Przedszkole im. Jana Brzechwy
  - Przedszkole „Pod Tęczą”
  - Przedszkole „Małe Morze”
  - Przedszkole Samorządowe[64]

## Wspólnoty wyznaniowe
- Kościół rzymskokatolicki:
  - parafia pw. św. Apostołów Piotra i Pawła
  - parafia św. Faustyny Kowalskiej
- Świadkowie Jehowy:
  - zbór Puck–Władysławowo (Sala Królestwa: Władysławowo ul. J. Porazińskiej 1c)[65]

## Sąsiednie gminy
Granica lądowa z gmina wiejską Puck. Od północy i pn.-wsch. miasto sąsiaduje z Zatoką Pucką.

## Puck w kulturze
Puck rozsławiony został piosenką wykonywaną przez Krystynę Prońko „Ballada o Pucku”. Autorem tekstu jest Marek Gast, melodię zaś skomponował Jacek Mikuła.